# NUDT1
NUDT1 (англ. Nudix hydrolase 1) – білок, який кодується однойменним геном, розташованим у людей на короткому плечі 7-ї хромосоми. Довжина поліпептидного ланцюга білка становить 197 амінокислот, а молекулярна маса — 22 520.
| 10         |  | 20         |  | 30         |  | 40         |  | 50         |
| ---------- |  | ---------- |  | ---------- |  | ---------- |  | ---------- |
| MYWSNQITRR |  | LGERVQGFMS |  | GISPQQMGEP |  | EGSWSGKNPG |  | TMGASRLYTL |
| VLVLQPQRVL |  | LGMKKRGFGA |  | GRWNGFGGKV |  | QEGETIEDGA |  | RRELQEESGL |
| TVDALHKVGQ |  | IVFEFVGEPE |  | LMDVHVFCTD |  | SIQGTPVESD |  | EMRPCWFQLD |
| QIPFKDMWPD |  | DSYWFPLLLQ |  | KKKFHGYFKF |  | QGQDTILDYT |  | LREVDTV    |

A: Аланін

C: Цистеїн

D: Аспарагінова кислота

E: Глутамінова кислота

F: Фенілаланін

G: Гліцин

H: Гістидин

I: Ізолейцин

K: Лізин

L: Лейцин

M: Метіонін

N: Аспарагін

P: Пролін

Q: Глутамін

R: Аргінін

S: Серин

T: Треонін

V: Валін

W: Триптофан

Кодований геном білок за функцією належить до гідролаз. 
Білок має сайт для зв'язування з іонами металів, іоном магнію, РНК. 
Локалізований у цитоплазмі, ядрі, мітохондрії.